# Colt Model 1903 Pocket Hammerless
De Colt Model 1903 Pocket Hamerless is een door John Browning ontworpen pistool van het caliber .32 ACP. Het vuurwapen werd ook door Nederland gebruikt, voornamelijk in voormalig Nederlands-Indië gedurende de politionele acties. Waar van er 6,800 stuks zijn besteld.